# 생사의 탈출
"생사의 탈출"은 1973년에 개봉한 대한민국의 영화이다.

## 캐스팅
- 신일룡
- 신영일
- 김창숙